# Cerkiew Pokrow Bogarodzicy w Buszkowicach
Cerkiew Pokrowy Bogarodzicy w Buszkowicach – murowana filialna cerkiew greckokatolicka, znajdująca się w Buszkowicach.
Zbudowana na miejscu starszej, drewnianej cerkwi w 1900. Po tej poprzedniej cerkwi pozostała drewniana dzwonnica, znajdująca się na pobliskim cmentarzu. 
Cerkiew należała do greckokatolickiej parafii w Żurawicy. Po II wojnie światowej użytkowana przez Kościół rzymskokatolicki.

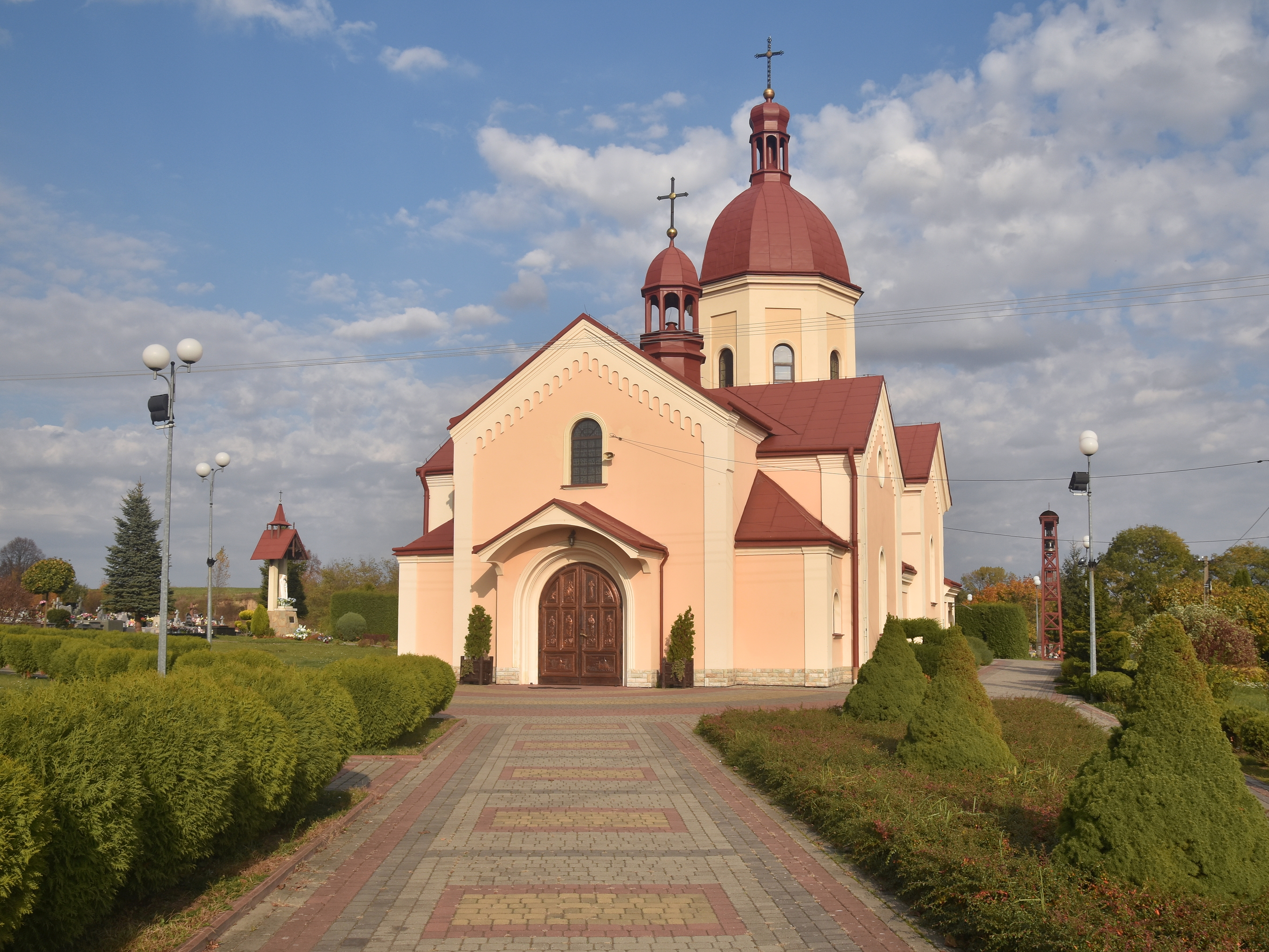
Elewacja frontowa
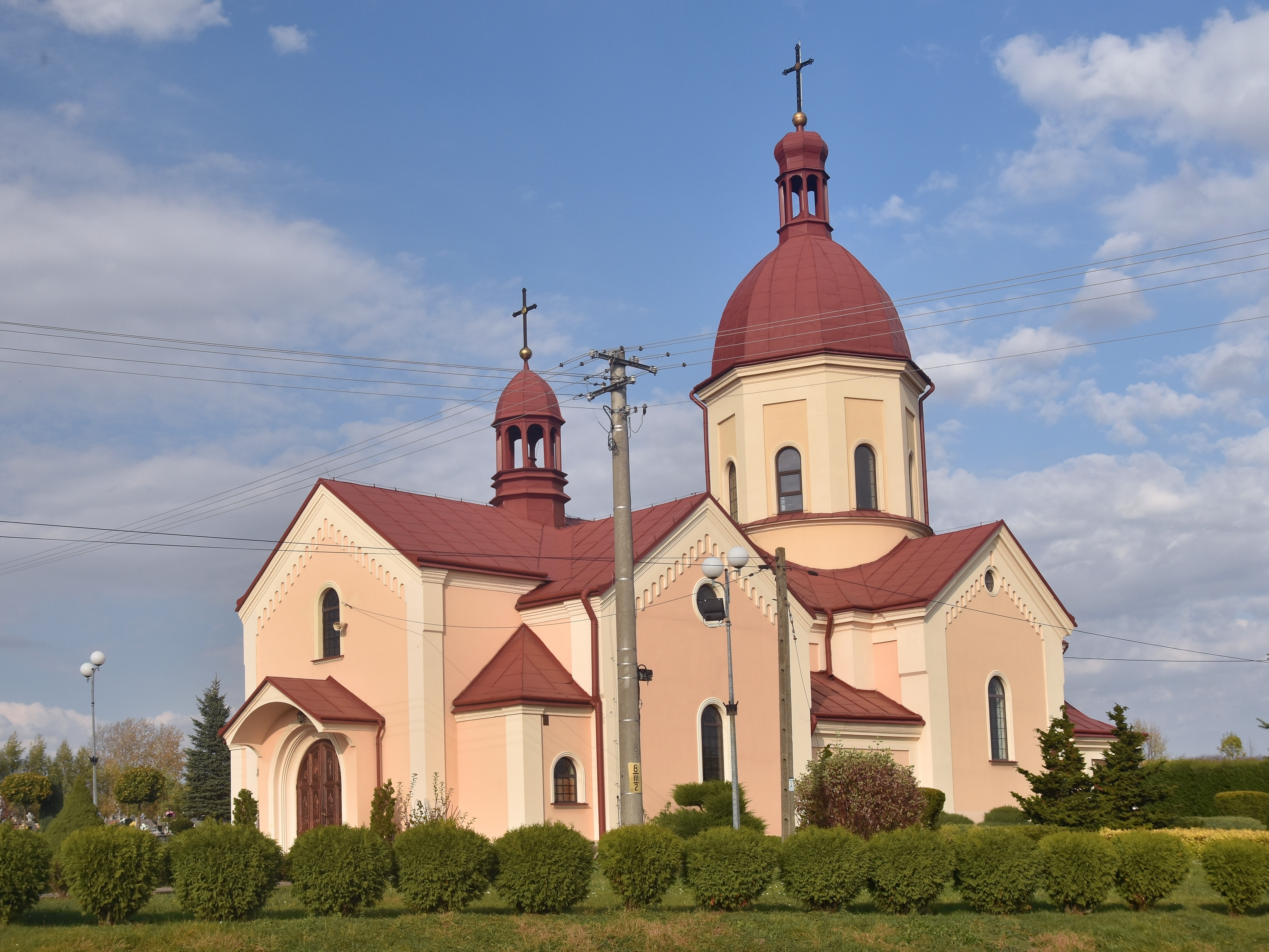
Elewacja południowa
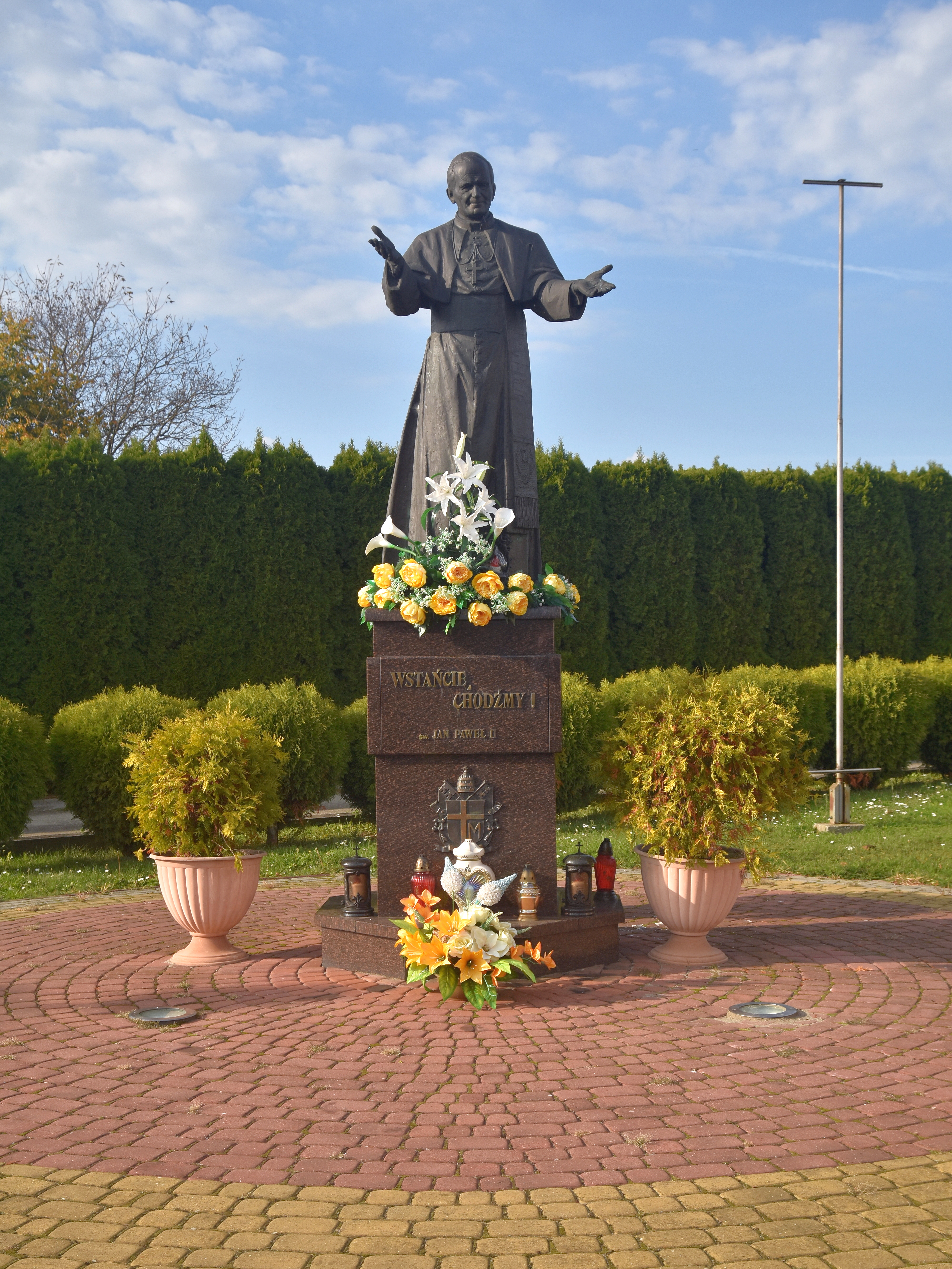
Otoczenie